# Lake Boeckella
Lake Boeckella är en sjö i Antarktis. Den ligger i Västantarktis. Argentina, Chile och Storbritannien gör anspråk på området. Boeckella ligger 98 meter över havet.